# The Place of the Lion
The Place of the Lion (česky volně Místo lva) je fantasy román sepsaný Charlesem Williamsem. Román byl vydán roku 1931.
Příběh vypráví o starobylých archetypech, které se začínají objevovat po celé Anglii a vyvolávat zmatky. Na povrch postupně vycházejí duchovní síly, ale i nedostatky jednotlivých postav.